# 16. august
16. august er dag 228 i året i den gregorianske kalender (dag 229 i skudår). Der er 137 dage tilbage af året.
Rochus dag. Da der ved kirkemødet i Konstanz i 1414 udbrød pest i byen, blev den fromme Rochus tilkaldt – og pesten forsvandt.

### Begivenheder
Født - Dødsfald
- 1717 - En østrigsk hær under Eugen af Savoyen slår en dobbelt så stor osmannisk hær ved Beograd.
- 1807 - Store engelske styrker går uantastet i land mellem Vedbæk og Skodsborg mellem klokken 4 og 5 om morgenen, og belejrer kort efter København.
- 1896 - Skookum Jim Mason, George Carmack og Dawson Charlie opdager en af historiens største guldårer ved floden Klondike i Yukon-territoriet i Canada. Det bliver startskuddet på Guldfeberen i Klondike.
- 1913 - De første forsøg med samlebåndsmontage gennemføres på Henry Fords bilfabrikker i USA. Forsøgene er en succes, og produktionen øges med 400 procent.
- 1925 - Charlie Chaplins film Guldfeber har verdenspremiere.
- 1943 - Befolkningen i Odense følger eksemplet fra Esbjerg og går i folkestrejke.
- 1960 - Ærkebiskop Makarios proklamerer Cyperns uafhængighed.
- 1970 - Faxe Bryggeri sender som det første danske bryggeri en fadøl på dåse på markedet og får stor succes.
- 1978 - I en fodboldvenskabskamp mod Sverige i Idrætsparken vinder Danmark 2-1 ved mål af Benny Nielsen og Per Røntved.
- 1979 - I kapsejladsen Fastnet Race kæntrer flere både i det hårde vejr og 18 sejlere omkommer.
- 1981 - Danmark vinder i Olching i Vesttyskland VM i speedway for hold.
- 1988 - 12 skolebørn og fire voksne omkommer, da en bus kører galt i en tunnel i Norge.
- 1989 - I Zürich, Schweiz, sætter amerikaneren Roger Kingdom ny verdensrekord i 110 meter hækkeløb med tiden 12,92 sekunder. Det er en forbedring på 1/100 sekund af den 8 år gamle rekord.
- 1989 - Ved EM i svømning i Bonn, Vesttyskland, vinder danske Mette Jacobsen bronze i 200 m crawl i nordisk rekordtid 2.00,35 minutter.
- 1991 - Danske Jan Bo Petersen vinder VM-bronze i 50 km pointløb ved VM i cykling i Stuttgart, Tyskland. Bruno Risi (Schweiz) vinder guld. Det er Jan Bo Petersens anden bronzemedalje ved VM.
- 1992 - Kenyaneren Moses Kiptanui sætter ny verdensrekord i 3000 meter løb med tiden 7.28,96 minutter. Tre dage senere satte han også ny rekord i 3000 meter forhindringsløb med tiden 8.02,08 minutter.
- 1992 - Fem af i alt otte danskere om bord på et lille fly omkommer ved et flystyrt i den svenske sø Vänern. Blandt de overlevende er Danmarks mest vindende travkusk, Steen Juul.
- 1992 - Ved VM i letvægtsroning i Montreal, Canada, vinder Danmark tre guldmedaljer inden for få timer. Mette Bloch Jensen i singlesculler, Jens Mohr Ernst også i singlesculler og endelig den danske otter.
- 1995 - I Zürich i Schweiz sætter Haile Gebrselassie fra Etiopien ny verdensrekord i 5000 meter med tiden 12.44,39 minutter, og kenyaeneren Moses Kiptanui sætter samtidig verdensrekord i 3000 meter forhindringsløb med tiden 7.59,18 minutter.
- 1995 - I Armenien vinder det Danmarks fodboldlandshold 2-0 over Armenien i en kvalifikationskamp til Europamesterskabet i fodbold 1996 i England. Målene bliver sat ind af Michael Laudrup og debutanten Allan Nielsen.
- 2006 - Dizzy Mizz Lizzy spillede for første gang i 10 år sammen igen til koncerten Brandalarm. Men gik efterfølgende hver til sit igen.
- 2008 - Den jamaicanske atlet Usain Bolt sætter i Beijing, Kina, ny verdensrekord i 100-meter-løb med tiden 9,69 sekunder. Det er en forbedring på 5/100 sekund.
- 2009 - Engelske Coldplay giver koncert foran 37000 mennesker ved MCH Outdoor Arena i Herning

### Født
- 1811 - Adam August Müller, dansk maler (død 1844).
- 1817 - Hans Christian Sonne, dansk præst og stifter af den første danske brugsforening (død 1880).
- 1849 - Johan Kjeldahl, dansk kemiker (død 1900).
- 1861 - Ludvig Brandstrup, dansk billedhugger (død 1935).
- 1882 - Christian Mortensen, dansk-amerikaner, verdens anerkendt ældste mand (død 1998).
- 1888 - T.E. Lawrence, engelsk soldat og forfatter (død 1935).
- 1912 - Ted Drake, engelsk fodboldspiller (død 1995).
- 1912 - Christian Poulsen, dansk skakstormester (død 1981).
- 1913 - Menachem Begin, israelsk premierminister og modtager af Nobels fredspris (død 1992).
- 1920 - Charles Bukowski, amerikansk forfatter (død 1994).
- 1924 - Fess Parker, amerikansk skuespiller (død 2010).
- 1925 - Boris Rabinowitsch, dansk jazzmusiker og kritiker (død 2015).
- 1929 - Bill Evans, amerikansk jazzpianist (død 1980).
- 1930 - Robert Culp, amerikansk skuespiller (død 2010).
- 1930 - Niels I. Meyer, dansk civilingeniør og politiker (død 2023).
- 1935 - Ole Hyltoft, dansk forfatter, journalist og cand.mag.
- 1940 - Maria Stenz, dansk sanger, skuespiller, instruktør og teaterchef.
- 1942 - Lis Zwick, dansk-svensk maler.
- 1954 - James Cameron, canadisk-amerikansk filminstruktør.
- 1954 - Ole Kjær, dansk fodboldspiller.
- 1955 - Søren Søndergaard, dansk politiker og EU-parlamentariker.
- 1957 - Elisabeth Gjerluff Nielsen, dansk sanger og forfatter (død 2022).
- 1958 - Madonna, amerikansk sangerinde.
- 1958 - Angela Bassett, amerikansk skuespiller.
- 1962 - Steve Carell, amerikansk skuespiller
- 1962 - Solvej Balle, dansk forfatter.
- 1995 - Hjalmer Larsen, dansk sanger

### Dødsfald
- 1705 - Jakob Bernoulli, schweizisk matematiker (født 1654).
- 1916 - Umberto Boccioni, italiensk maler og billedhugger (født 1882).
- 1930 - Christopher Hage, dansk politiker, minister og købmand (født 1848).
- 1948 - Babe Ruth, amerikansk baseballspiller (født 1895).
- 1949 - Margaret Mitchell, amerikansk forfatter (født 1900).
- 1963 - Børge Müller, dansk sang- og manuskriptforfatter (født 1909).
- 1977 - Elvis Presley, amerikansk sanger (født 1935).
- 1985 - Géza Toldi, ungarsk fodboldspiller og -træner (født 1909).
- 1997 - Nusrat Fateh Ali Khan, pakistansk sanger (født 1948).
- 2002 - Abu Nidal, palæstinensisk politiker (født 1937).
- 2003 - Idi Amin, ugandisk diktator (født 1928).
- 2006 - Alfredo Stroessner, paraguayansk præsident (født 1912).
- 2008 - Otto Leisner, dansk radio- og tv-vært (født 1917).
- 2008 - Ronnie Drew, Irsk Folkemusiker (født 1934).
- 2016 - João Havelange, brasiliansk forretningmand og præsident for FIFA (født 1916).
- 2023 - Niels I. Meyer, dansk civilingeniør og politiker (født 1930).

|  | Denne datoartikel kan blive bedre, hvis der indsættes et (bedre) billede Du kan hjælpe ved at afsøge Wikimedia Commons for et passende billede eller uploade et godt billede til Wikimedia Commons iht. de tilladte licenser og indsætte det i artiklen. |